# Ding Liren
Ding Liren (en xinès: 丁立人; nascut el 24 d'octubre de 1992) és un jugador d'escacs xinès, que té el títol de Gran Mestre des de 2009. L'abril de 2023 va esdevenir Campió del món, el primer xinès de la història en fer-ho, i el tercer asiàtic. Va perdre el títol el desembre de 2024, contra Gukesh Dommaraju.
A la llista d'Elo de la FIDE de l'abril de 2023, hi tenia un Elo de 2788 punts, cosa que en feia el jugador número 1 (en actiu) de la Xina, i el número 3 del rànquing mundial. El seu màxim Elo va ser de 2816 punts, a la llista del novembre de 2018 (posició 3 al rànquing mundial).

## Resultats destacats en competició

### 2002-2008
Ding Liren ha empatat dos cops al primer lloc en campionats del món per edats, tot i que en les dues ocasions obtingué el segon lloc a la classificació final, per pitjor desempat: el novembre de 2002 empatà al primer lloc al campionat del món Sub-10 a Heraklio, amb 9½/11 punts, amb Eltaj Safarli, i fou segon al desempat;
dos anys després, el novembre de 2004 empatà al primer lloc amb Zhao Nan amb 9½/11 punts al campionat del món Sub-12 a Heraklio, i fou segon per desempat.
L'abril de 2007 va participar en el torneig Zonal 3,5 (Xina) a Dezhou, on va tenir una bona puntuació de 6½/9. El juliol del mateix any, va participar en el Grup B del Campionat de la Xina, i hi puntuà 7/10. A l'edició següent, el maig de 2008 disputà el campionat absolut de la Xina, a Beijing, i puntuà 5½/11 acabant 6è.

### 2009
L'abril de 2009 participà en el torneig Zonal 3,5 (Xina) a Beijing, i hi feu una puntuació de 5/11. Poc després, el maig de 2009 va participar en el 8è Campionat Obert Individual de l'Àsia, a la Subic Bay Freeport Zone, i hi va puntuar 6/11 fet que va significar la seva primera norma de Gran Mestre. A continuació, el juny de 2009, a 16 anys, fou el guanyador més jove de la història del Campionat d'escacs de la Xina, a l'edició celebrada a Xinghua, on puntuà 8½/11 i hi va fer una performance de 2800+ i hi va fer la segona norma de Gran Mestre. El campionat es va decidir, entre altres coses, gràcies a la regla de «tolerància zero» promoguda per la FIDE, consistent en fer perdre la partida al jugador que no arribi a temps a l'hora de començar. L'octubre de 2009 va esdevenir el 30è Gran Mestre xinès.

### 2010
El 2010 empatà als llocs 3r–6è amb Anton Filippov, Zhou Jianchao i Merab Gagunaixvili al primer Memorial Florencio Campomanes a Manila

### 2011
L'abril de 2011 va guanyar el campionat de la Xina per segon cop, a Xinghua amb 9/11 punts i repetí el resultat l'any següent, a 19 anys, amb 8/11 punts. Entre l'agost i el setembre de 2011 participà en la Copa del món de 2011, a Khanti-Mansisk, un torneig del cicle classificatori pel Campionat del món de 2013, i hi tingué una mala actuació; fou eliminat en primera ronda per Wesley So (1½-2½).

### 2012
L'octubre de 2012 empatà al segon lloc amb Le Quang Liem a la SPICE Cup a Saint Louis, amb 5½/10 punts (el campió fou Maxime Vachier-Lagrave)

### 2013
Entre abril i maig de 2013 participà en el fort Memorial Alekhine, i hi acabà en novè lloc, amb +1−3=5.

### 2015
El gener del 2015 fou segon al 77è Torneig Tata Steel amb 8½ de 13, els mateixos que Maxime Vachier-Lagrave, Anish Giri i Wesley So, i a mig punt del vencedor i campió del món Magnus Carlsen.

### 2017
Del 9 al 14 de novembre de 2017, es va enfrontar a Magnus Carlsen al Champions Showdown 2017, un matx a 10 partides semiràpides i 20 de ràpides, hostatjat pel Saint Louis Chess Club. Carlsen va guanyar, amb un marcador de 22–8 (+16–2=12).

### 2018
El 2018 Liren va jugar la cinquena edició del Shamkir Chess, celebrada entre el 18 i el 28 d'abril, i hi fou segon, rere Magnus Carlsen, amb una puntuació de 5,5/9.

### 2019
El gener de 2019 fou quart a la 81a edició del torneig Tata Steel, un punt i mig per sota del campió, Magnus Carlsen.
El març de 2019 fou membre de l'equip xinès que va quedar tercer al Campionat del món per equips a Astanà.

### 2023
L'abril de 2023 participa al Campionat del Món d'escacs contra Ian Nepómniasxi a Astanà, imposant-se en la final i esdevenint el primer campió del món xinès de la història.

## Partides notables
- Ding Liren - Li Shilong, defensa índia de rei, campionat de la Xina, tercera ronda, Xinghua, 2009
- Ding Liren - Wang Hao, defensa semieslava del gambit de dama, campionat de la Xina, desena ronda, Xinghua, 2009
- Gata Kamsky - Ding Liren, defensa francesa variant Steinitz, Open Aeroflot, sisena ronda, Moscou, 2011
- Ding Liren - Levon Aronian, defensa semieslava variant Merano accelerada, Memorial Alekhine, primera ronda, 2013